# Patana

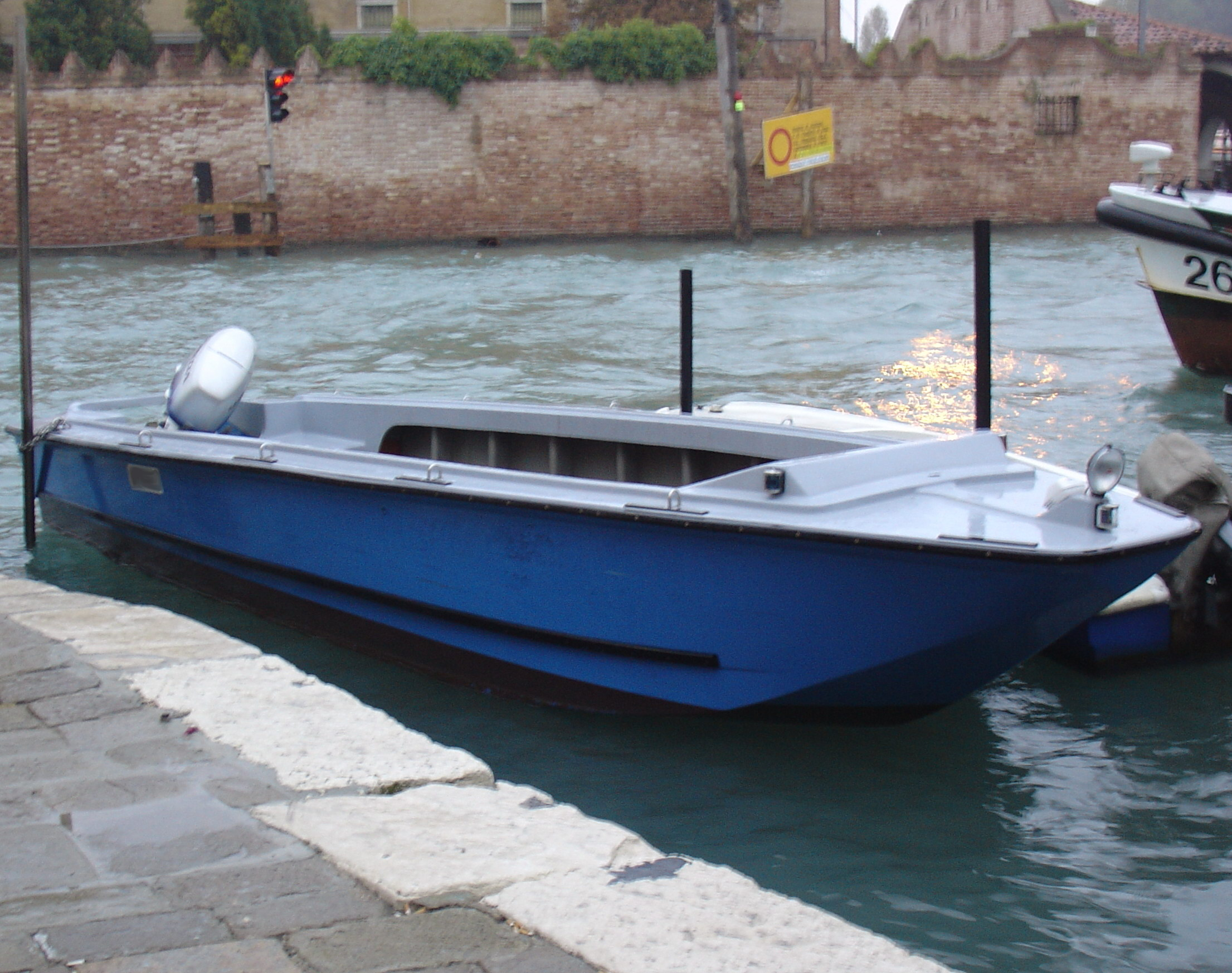
Una patana

La patana, chiamata anche patanea è un tipo di imbarcazione veneziana nata per l'utilizzo nella laguna veneta.

## Caratteristiche
La sua caratteristica principale è di avere il fondo piatto, che consente la navigazione anche su bassi fondali; è ideale per la pesca; le dimensioni vanno da circa 7 a 7,40 metri di lunghezza, a seconda del costruttore, e da 1,80 a 2 di larghezza; queste imbarcazioni possono essere costruite in legno, in vetroresina, oppure con lo scafo in vetroresina e la coperta in legno. La coperta, nella parte prodiera, assomiglia a quella del cofano, sebbene la sua forma sia più stondata. Per lo più queste barche vengono dotate di motorizzazione fuoribordo, la cui potenza varia dai 9,9 hp ai 90 hp: non di più. 